# Jean-Louis Vacher
Pour les articles homonymes, voir Vacher (homonymie).
Jean-Louis Vacher, né le 20 novembre 1951 à Tours, est un joueur français de basket-ball, évoluant au poste d'ailier.

## Biographie
En club, il évolue sous les couleurs de l'ASPO Tours.
Il joue pour l'équipe de France de 1973 à 1977, participant au Championnat d'Europe de basket-ball 1973 et 1977. Les Bleus terminent respectivement aux dixième et onzième places. Avec Tours, il est champion de France en 1976 et participe à l'épopée du club en coupe des coupes en terminant finaliste la même année. Il est champion de France avec Tours pour la deuxième fois  en 1980.